# Внуковская улица (Санкт-Петербург)
Вну́ковская улица — улица в Московском районе Санкт-Петербурга на территории Авиагородка. Названа в честь аэропорта Внуково города Москвы в 2002 году. Проходит от Стартовой улицы до Пулковского шоссе.
Протяжённость улицы — 675 метров.

## География
Соединяет Пулковское шоссе с площадью аэропорта Пулково-2. Проходит параллельно Быковской улице к северу от неё.

## Здания и сооружения
- автостоянка
- бизнес-центр
- автосалон Toyota (юридически — на Шереметьевской улице)

## Транспорт
- Ж/д платформа «Аэропорт» (1100 м)
- Общественный транспорт по Пулковскому шоссе